# مصطفى غولوبيتش
مصطفى غولوبيتش (بالصربية: Мустафа Голубић)‏ (24 أكتوبر 1889 أو 24 يناير 1891 في استولاك - يوليو 1941) مقاتل حرب عصابات سابق، وعميل استخباراتي نشط خلال الحرب العالمية الأولى، وفترة ما بين الحربين العالميتين والحرب العالمية الثانية.
كان غولوبيتش من أوائل المنتسبين لمنظمة شباب البوسنة، وبعد اندلاع حروب البلقان انضم إلى مفارز تشيتنيك للجيش اليوغوسلافي. خلال الحرب العالمية الأولى، انضم إلى الجيش الصربي الملكي وزار روسيا لاحقًا لجمع المجندين في جبهة البلقان. بعد اجتياح صربيا خلال الغزو النمساوي المجري والألماني والبلغاري في أواخر عام 1915، تراجع غولوبيتش إلى جزيرة كورفو اليونانية مع بقية الجيش الملكي الصربي، حيث بدأ بالتآمر لاغتيال قيصر فيلهلم بمباركة من رئيس المخابرات العسكرية الصربية دراغوتين ديميترييفيتش، وسافر إلى فرنسا لغرض تنفيذ الخطة، لكن السلطات الفرنسية ألقت القبض عليه وجرى ترحيله إلى كورفو، حيث طُلب منه الإدلاء بشهادته ضد ديميترييفيتش، الذي احتجز منذ ذلك الحين بتهمة التآمر ضد ولي العهد الصربي، ألكسندر. وعلى الرغم من تعرضه للتعذيب، رفض غولوبيتش الشهادة وأطلق سراحه ليعود إلى فرنسا، حيث قضى بقية فترة الحرب.
انتقل غولوبيتش إلى فيينا في عام 1920، بعد مزاعم عن قيامه بتهديدات بالقتل ضد ألكسندر، وبدأ في عام 1923 الكتابة لأحد المنشورات المرتبطة بالسوفيت. تم تجنيده في وقت لاحق عميلا للسوفيت حيث نفذ اغتيالات لمصلحة المفوضية الشعبية للشؤون الداخلية ضد خصوم السوفيت في الخارج. في عام 1941، عاد غولوبيتش إلى يوغوسلافيا في مهمة سرية، وبعد غزو دول المحور واحتلالها للبلاد، اعتقله الألمان حيث قتل تحت التعذيب بعد رفضه الكشف عن معلومات حساسة.